# Падение Романовых
«Падение Романовых» (англ. The Fall of the Romanoffs) — американский исторический фильм-биография 1917 года, снятый и выпущенный в прокат между Февральской и Октябрьской революциями в России.
В небольшой роли самого себя снялся Сергей Труфанов (Илиодор), протеже Григория Распутина, автор книги «Святой чёрт».

## Сюжет
Фильм рассказывает о последних днях влияния Григория Распутина на императорскую семью, незадолго до Февральской революции.

## В ролях
- Альфред Хикмен[англ.] — император Николай II
- Нэнс О’Нил — императрица Александра Фёдоровна
- Эдвард Коннелли — Григорий Распутин
- Сергей Труфанов (Илиодор) — камео
- Конвей Тёрл — Феликс Юсупов
- Чарльз Крейг — Николай Николаевич Младший
- Жорж Денёбур[англ.] — кайзер Вильгельм II
- Роберт Гиббс — барон Фредерик
- Уильям Шэй — Теофан
- Лоренс Джонсон — царевич Алексей Николаевич
- Фрэнсис Чапин — Александр Керенский
- Питер Барбьер — Лавр Корнилов
- Кетти Галанта — Анна Вырубова
- Полин Кёрли — Ирина Романова
- Соня Марселль — придворная Соня

## Факты

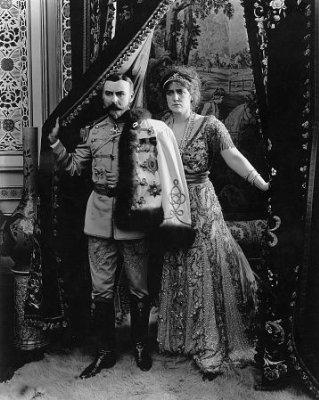
Альфред Хикмен в роли Николая II и Нэнс О’Нил в роли Александры Фёдоровны

- Премьерный показ состоялся 6 сентября 1917 года только в Нью-Йорке, в остальных городах страны фильм был показан в январе 1918 года[1].
- Фильм вышел на экраны спустя семь месяцев после отречения Николая II от престола, спустя девять месяцев после смерти Григория Распутина, и за два месяца до Октябрьской революции, таким образом, эта лента — первая в мире, рассказывающая о революции в России[2].
- Исполнители главных ролей, Хикман и О’Нил (супруги Николай II и Александра Фёдоровна, соответственно), на самом деле поженились годом ранее[3].
- Это был первый фильм студии First National Pictures.
- Статус фильма до конца не ясен, скорее всего он утерянный[4][5].